# Abdallah Abou Faris
Pour les articles homonymes, voir Faris.
Abou Faris Abdallah (arabe : أبو فارس عبد الله - né en 1564, mort en 1608) est le septième sultan de la dynastie saadienne. Il succéda à son père Ahmed el-Mansour et règne à Marrakech de 1603 à sa mort en 1608, pendant que son frère Mohammed ech Cheikh el-Mamoun règne à Fès.

## Sources